# 이끼 마노

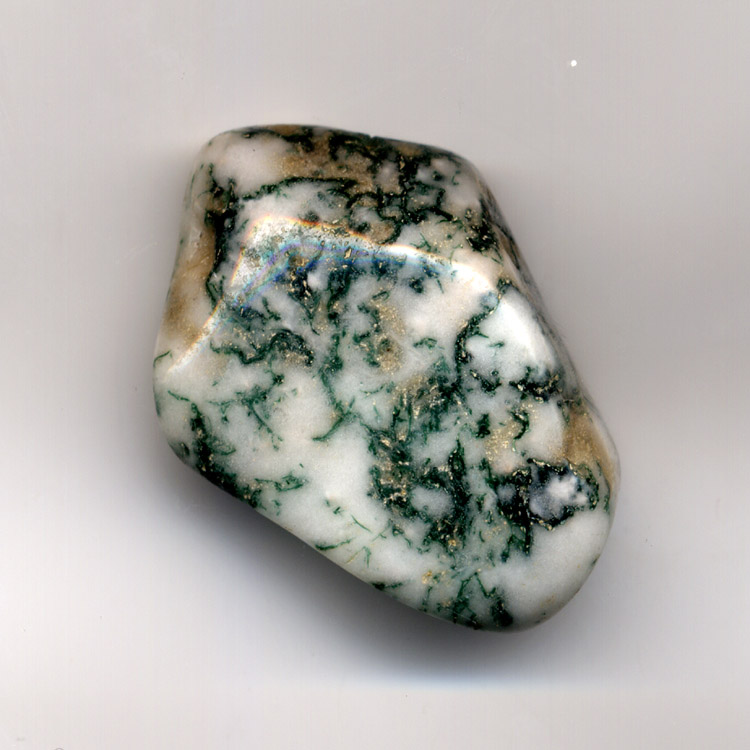
이끼마노

이끼 마노란, 이끼가 낀 것 같은 줄무늬가 있는 마노를 뜻한다.
마노의 한 종류이며 옥수와 석영을 보유한 보석이다.